# Addisonia excentrica
Addisonia excentrica is een slakkensoort uit de familie van de Addisoniidae. De wetenschappelijke naam van de soort is voor het eerst geldig gepubliceerd in 1855 door Tiberi.